# 마리아 벨로
마리아 벨로(Maria Bello, 1967년 4월 18일 ~ )는 미국의 배우이다. 《러브 인 카지노》(2003)와 《폭력의 역사》(2005)로 골든 글로브상 후보에 두 차례, 《성난 사람들》(2023)로 프라임타임 에미상 후보에 한 차례 올랐다. 2009년 가디언지는 아카데미상 후보에 지명되지 못한 위대한 배우들을 뽑으며 벨로를 언급하였다.

## 출연 작품

### 영화
- 페이백 (1999)
- 코요테 어글리 (2000)
- 러브 인 카지노 (2003)
- 시크릿 윈도우 (2004)
- 어썰트 13 (2005)
- 폭력의 역사 (2005)
- 땡큐 포 스모킹 (2005)
- 월드 트레이드 센터 (2006)
- 제인 오스틴 북 클럽 (2007)
- 미이라 3: 황제의 무덤 (2008)
- 다 큰 녀석들 (2010)
- 프리즈너스 (2013)
- 라이트 아웃 (2016)
- 펠리니를 찾아서 (2017) - 클레어 역
- Better Start Running (2018)
- 작은 거인들 (2018, Giant Little Ones)- 칼리 역
- 에브리데이 (2018) - 린지 역
- Exit (2018) - 단편
- 워터맨을 찾아서 (2020) - 셰리프 굿윈 역

### 텔레비전
- ER (1997-98)
- NCIS (2017-21)
- 성난 사람들 (2023)